# Dědice
Dědice település Csehországban, a Třebíči járásban. Dědice Rácovice, Kojatice, Moravské Budějovice, Nimpšov és Nové Syrovice településekkel határos. Lakosainak száma 135 fő (2024. január 1.).

## Népesség
A település lakosságának változását az alábbi diagram mutatja:
| Lakosok száma | 226  | 191  | 192  | 185  | 158  | 141  | 126  | 124  | 126  | 135  |
|               | 1869 | 1890 | 1921 | 1950 | 1980 | 2001 | 2017 | 2019 | 2022 | 2024 |